# Marea Davis
Marea Davis este o zonă de mare de-a lungul coastei de vest a Antarctidei între "Calota de Vest" în vest și "Calota Shackleton" în est.

## Geografia
La est de aceasta, pe latura de est a Calotei Shackleton, este Marea Mawson.

## Istoria
A fost descoperită de "Australian Antarctic Expedition" (1911-1914) de nava "Aurora'. A fost numită de către Sir Douglas Mawson pentru Căpitanul J.K. Davis, maestru pe Aurora și al doilea la comanda expediției.